# Chituru Ali
Chituru Ali, född 6 april 1999, är en italiensk friidrottare som tävlar i kortdistanslöpning.

## Karriär
Vid europamästerskapen i friidrott 2024 tog han silver på 100 meter.

## Kontrovers
I finalen på 100 meter vid europamästerskapen tilldelades Ali en varning och gult kort efter en möjlig tjuvstart med motivet "olämpligt beteende som störde starten". På grund av den snabba reaktionstiden på Ali lämnade Sverige in en protest som dock avslogs.